# Romance (película de 1930)
Romance es una película romántica estadounidense de 1930 de Metro-Goldwyn-Mayer dirigida por Clarence Brown y protagonizado por Greta Garbo, Lewis Stone y Gavin Gordon.
La película fue una adaptación de Edwin Justus Mayer y Bess Meredyth de la obra de 1913 de Edward Sheldon. Una película muda de 1920 también llamada Romance fue uno de los primeros estrenos de la nueva United Artists y protagonizada por Doris Keane. Esta película tuvo su versión en español, con el nombre de "Olimpia".

## Sinopsis
En la víspera de Año Nuevo, Harry (Elliott Nugent) le dice a su abuelo (Gavin Gordon), un obispo, que tiene la intención de casarse con una actriz, aunque eso está mal visto por su clase social. Sin embargo, su abuelo cuenta a través de un flashback un cuento con moraleja de una gran historia de amor con una "mujer caída en desgracia" durante su propia juventud.
Cuando tenía 28 años, Tom Armstrong, hijo de una familia aristocrática y rector de St. Giles, conoce a la famosa estrella de la ópera Rita Cavallini (Greta Garbo) en una fiesta nocturna ofrecida por Cornelius Van Tuyl (Lewis Stone). Tom se enamora de Rita a pesar de que hay rumores de que ella es la amante de Van Tuyl. La familia de Tom desaprueba a Rita, pero él continúa persiguiéndola hasta que descubre que ella le había estado mintiendo sobre la verdadera naturaleza de su relación con Van Tuyl. Aunque él la perdona y la ama, sus vidas diferentes y su clase social diferentes hacen que un compromiso sea insostenible.
Finalmente, el viejo obispo se casó con la abuela de Harry y le aconseja a Harry que se case con la mujer que ama sin importar las consecuencias.

## Reparto
- Greta Garbo como Rita Cavallini

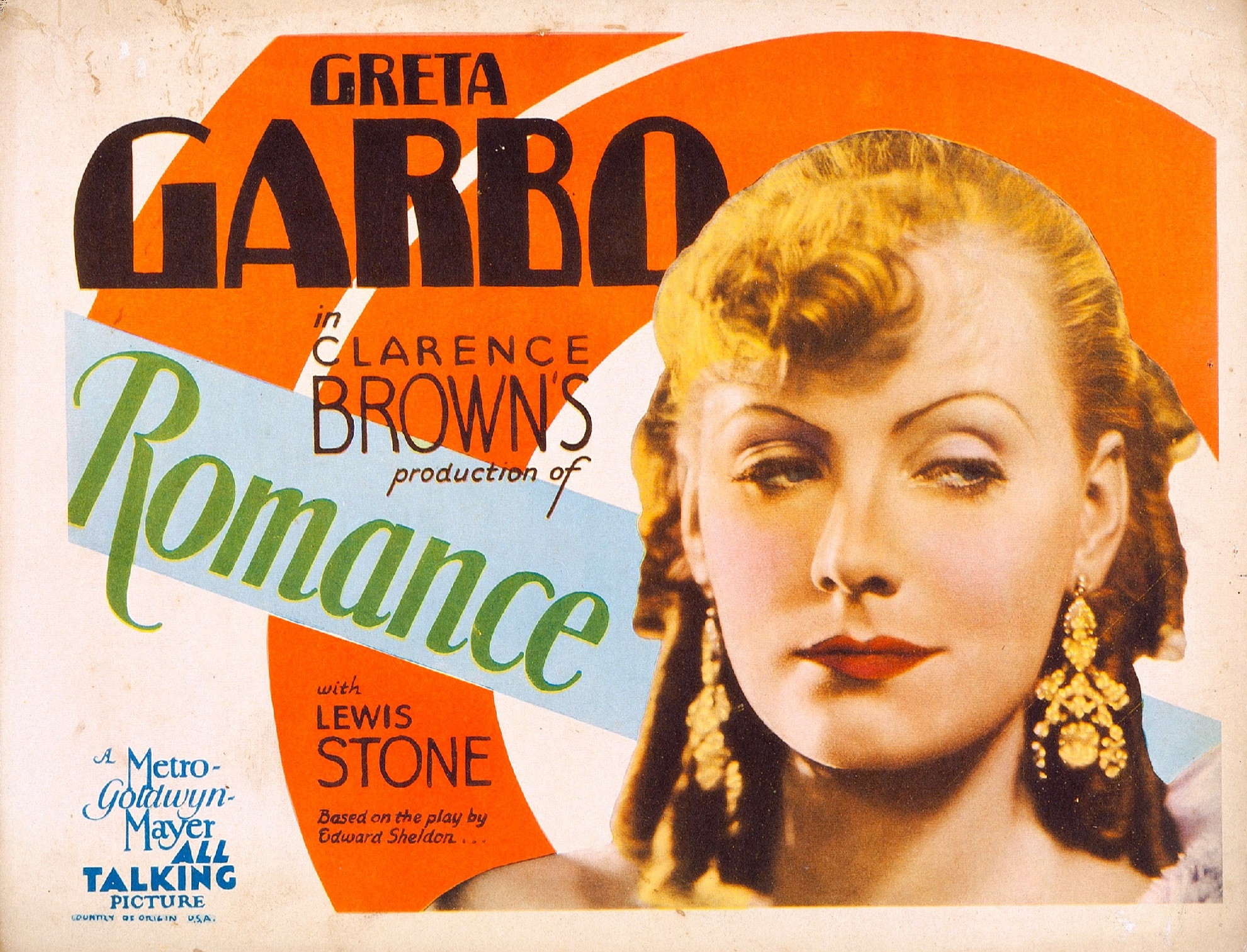

- Lewis Stone como Cornelius Van Tuyl
- Gavin Gordon como Tom Armstrong
- Elliott Nugent como Harry
- Florence Lake como Susan Van Tuyl
- Clara Blandick como Abigail Armstrong
- Henry Armetta como Beppo
- Mathilde Comont como Vannucci
- Rina De Liguoro como Nina

## Premios y distinciones
Premios Óscar
| Año  | Categoría      | Persona        | Resultado |
| ---- | -------------- | -------------- | --------- |
| 1930 | Mejor Director | Clarence Brown | Nominado  |
| 1930 | Mejor actriz   | Greta Garbo    | Nominada  |

National Board of Review
| Año  | Reconocimiento              | Resultado |
| 1930 | Diez mejores filmes del año | Incluida  |
| ---- | --------------------------- | --------- |